# Aleksandr Olegovič Kaun
Aleksandr Olegovich "Saša" Kaun (Ruski: Александр Олегович "Саша" Каун; Tomsk, 8. svibnja 1985.) je bivši ruski profesionalni košarkaš koji je igrao na poziciji centra. Khaun je četiri godine proveo na američkom sveučilištu Kansas, a u sezoni 2007./08. osvojio je s klubom NCAA prvenstvo. Khaun je izabran kao 56. pick 2. kruga NBA drafta 2008. od strane Seattle SuperSonicsa. Sonicsi su u zamjenu za novčanu naknadu, prodali prava u Cleveland Cavalierse. 

## Srednja škola i sveučilište
U srednjoj školi, Khaun je kao junior postizao je 13.0 poena, 7.0 skokova i 2 blokade, a kao senior postizao je 15.3 poena i 12.6 skokova po susretu. Svoju sveučilišnu karijeru započeo je u košarkaškoj momčadi Kansasa. Nakon što je proveo četiri sezone u Jayhawksima, u svojoj posljednjoj sezoni osvaja naslov NCAA prvenstva. Momčadi je doprinuo kao šesti igrač s klupe.

## Karijera
Khaun je potpisao trogodišnji ugovor s moskovskim CSKA, vrijedan 1.6 milijuna $ po sezoni. Nakon što je potpisao ugovor s CSKA, izabran je u 2. krugu drafta (56. ukupno) od strane Seattle SuperSonicsa. Kada se bude vraćao u NBA ligu, prava na njega će imati Cleveland Cavaliersi. 